# Три Сестри (водоспад)
Три Сестри (ісп. Cataratas las Tres Hermanas) — водоспад у Південній Америці, в басейні річки Ріо-Кутевіріні, в центральній частині Перу.

## Географія
У Перу є регіон Аякуччо, досить віддалений від цивілізації. Світ дізнався про водоспад зовсім недавно. Група фотографів попрямувала в експедицію, щоб зняти інший водоспад — Катарата, висотою в 267 метрів. Але несподівано мандрівники виявили інше диво природи. Свою назву водоспад отримав завдяки будові. Він складається з трьох відокремлених один від одного ярусів. З повітря можна побачити тільки два з них, а от третій — це величезний басейн, куди й падає вода. Водоспад з усіх боків оточений високими деревами, що досягають 30 метрів.
Розташований у горах Кордильєра-Орієнталь, на безіменному руслі, на лівому березі річки Ріо-Кутевіріні (басейн Ене → Тамбо → Укаялі), у південно-східній частині регіону Хунін Перу, в Національному парку Отіші (ісп. Parque nacional Otishi), за 170 км на захід від адміністративного центру регіону — Уанкайо та за 370 км на захід від столиці країни — Ліми.
Вода водоспаду падає вниз у глибокий каньйон, п'ятьма уступами з висоти в 914 м. Ширина водоспаду становить 12 м, він в середньому щосекунди скидає 1 м³ води, а в період повеней, витрата води може доходити до 6 м³/с. За висотою, водоспад Три Сестри займає третє місце у світі після водоспадів Анхель (979 м) та Тугела (948 м).